# اینگو فیستل
اینگو فیستل (انگلیسی: Ingo Feistle؛ زادهٔ ۱۴ دسامبر ۱۹۸۱) بازیکن فوتبال اهل آلمان است.
از باشگاه‌هایی که در آن بازی کرده‌است می‌توان به باشگاه فوتبال آگسبورگ و باشگاه فوتبال هایدنهایم اشاره کرد.